# محطة مطار سوكارنو هتا الدولي
محطة مطار سوكارنو هتا الدولي (بالإندونيسية: Stasiun Bandara Soekarno-Hatta) هي محطة نقل حديدية أنشأت لخدمة سكة حديد مطار سوكارنو هاتا. تقع المحطة بين محطة سكاي ترين بالمبنى رقم 1 والمبنى رقم 2 بمطار سوكارنو هاتا الدولي.
تقع محطة مطار سوكارنو هتا في مبنى متكامل يتسع لحوالي 3.500 راكب. تحتوي المحطة على منصتين، كلاهما مجهز بأبواب شاشة منصة عالية الارتفاع. يوجد بهو للركاب وأربعة سلالم متحركة ومصعدين يقعان عبر مبنى المطار. تم تجهيز المحطة بمرافق مثل عدادات التذاكر (يُسمح فقط ببطاقة الخصم أو بطاقة الائتمان)، والأماكن العامة، والبوابات الإلكترونية، وغرف الانتظار، والغرف التجارية، والمراحيض، وغرفة لأداء الصلاة، وغرفة إدارة السكك الحديدية ، ومحطة سكاي ترين. يمكن لساحة المحطة أن تستوعب ستة قطارات من 10 عربات.
يستخدم الطابق الأرضي من المبنى بالكامل لمحطة سكة حديد مطار سوكارنو هاتا. تقع محطة سكاي ترين في الطابق العلوي من المبنى. افتتحت المحطة في 26 ديسمبر 2017م.